# دان چیس
دان چیس (انگلیسی: Duane Chase؛ زادهٔ ۱۲ دسامبر ۱۹۵۰) یک هنرپیشه، بازیگر سینما، و مهندس اهل ایالات متحده آمریکا است.
او در فیلم بچه‌ها دنبالم بیاین بازی کرده‌است.